# Maki Itoh
Maki Itoh (伊藤麻希 - Itō Maki; Fukuoka, 22 de julio de 1995) es una luchadora profesional y ex-Idol Japonesa conocida por su trabajo con Tokyo Joshi Pro Wrestling, promoción de lucha hermana de DDT Pro-Wrestling. 

## Carrera profesional
En ese entonces parte de la banda LinQ, Maki tuvo su primer encuentro con el puroresu en un evento de DDT Pro-Wrestling el año 2013, donde la agrupación tuvo una performance y participación en una de las luchas. Desde ese momento le llamó la atención la lucha debido a la gran reacción que recibió del público, la cual ella compara con la reacción que tenían los fanes de su banda, que siempre la ignoraban.
En el 2015 tuvo una serie de apariciones en programas de TV japoneses que dieron a conocer quien era Maki Itoh en realidad, una chica carismática que no seguía los parámetros y protocolos del mundo idol. Era directa y sin miedo a ofender al resto. Esto le trajo una mala reputación dentro del negocio, debido a que en Japón se trata de vender a las idol como chicas perfectas que las niñas puedan aspirar a ser.
Tras llevar 2 años en el negocio y no tener mucho éxito, Maki decide intentar el puroresu como una actividad aparte. Comenzando a entrenar con las chicas de Tokyo Joshi Pro Wrestling. 
Hizo su debut el 11 de diciembre de 2016 en el evento de DDT "Road To Super Arena ~ Dramatic Dream Tonkotsu ~" en su ciudad natal de Fukuoka, donde fue derrotada por Miyu Yamashita.
El 13 de marzo de 2017, fue derrotada por Yuka Sakazaki en el evento "At This Time, Get Excited In Nerima!" en una triple amenaza que también incluía a Maho Kurone. 
Fue despedida de LinQ en junio de 2017, dedicándose al puroresu a tiempo completo. 
El 2017 formó la Itoh Respect Army junto a Mizuki, pero nunca lograron consagrarse campeonas en parejas. El equipo se separó de manera temporal el 2018 cuando Mizuki formó las Magical Sugar Rabbits junto a Yuka Sakazaki. La separación irreconciliable llegó en agosto de 2019 cuando Mizuki & Maki lucharon juntas por última vez y posterior a la lucha, Itoh decidió desintegrar el equipo.  
Itoh logró ser el evento estelar del show anual más importante de TJPW el 4 de enero de 2019 en el Korakuen Hall, donde se enfrentó a Miyu Yamashita por el Princess of Princess Championship
Maki tuvo su primera aparición en Estados Unidos en el evento DDT Coming To America donde luchó contra Miyu Yamashita. El día siguiente fue parte del evento Joey Ryan's Penis Party organizado por Joey Ryan, donde luchó en un combate con múltiples oponentes por el título Ironman Heavymetalweight, pero fue derrotada por el campeón Yoshihiko.
En julio de 2019 Maki Itoh forma la NEO Itoh Respect Army junto al luchador inglés Chris Brookes. Su primera lucha oficial como equipo fue el 3 de noviembre de 2019 en el evento de DDT "Ultimate Party 2019", donde participaron en un Gauntlet Match
Maki Itoh se convirtió en la retadora del International Princess Championship el 28 de septiembre de 2019. El 19 de octubre, en el evento de TJPW "My life; let's enjoy!!" tuvo su lucha titular, donde derrotó a la campeona Yuna Manase, quitándole su título en su primera defensa y convirtiéndose en la tercera International Princess Champion de Tokyo Joshi Pro.
Comenzó el 2020 defendiendo el International Princess Championship ante Hikari Noa el 4 de enero en Tokyo Joshi Pro '20, el show anual más grande de TJPW. Solo un día después, el 5 de enero, perdería su Campeonato ante Thunder Rosa en el Itabashi Green Hall de Tokio.
Luego de acabado el estado de emergencia en Tokio, Maki Itoh intentó llevarse los Princess Tag Team Championships de TJPW, haciendo equipo con Raku. Pero cayeron ante las campeonas 'Daydream' el 4 de julio de 2020.
Para Wrestle Princess 2020, el show más grande de la historia de TJPW, Maki participó en una lucha de exhibición donde hizo equipo con la invitada, Sareee, para enfrentar a Aja Kong & Miyu Yamashita, en la cual perdió. No estuvo en historias relevantes de TJPW por el resto de 2020, hasta que fue añadida a un 5-Way Elimination Match para determinar a la próxima retadora por el Princess of Princess Championship, donde fue eliminada de las primeras. Luego de eso, terminó enfrentando a Miyu Yamashita (quién junto a Yuka Sakazaki & Mizuki, es de las únicas personas que Maki jamás ha podido derrotar en combate individual) el 4 de enero de 2021 en TJPW '21, la historia no cambió, ya que Itoh igualmente perdió contra Miyu.
El 3 de febrero de 2021 en Dynamite, se anunció que Itoh participaría en el torneo por el Campeonato Mundial Femenino de AEW de febrero. Maki itoh fue eliminada en primera ronda ante Ryo MIzunami.
En febrero Maki Itoh logró convencer a Miyu Yamashita de hacer equipo con ella para su combate contra NEO Biishiki-gun en TJPW Positive Chain, donde salieron victoriosas. Esto impulsó a Itoh a volver a reunirse con Yamashita para el torneo de parejas de TJPW dos semanas después. El equipo de Maki & Miyu logró llegar a la final del torneo, el 6 de marzo de 2021, donde se cruzaron nuevamente las caras ante NEO Biishiki-gun, pero fueron derrotadas, perdiendo así el torneo y la oportunidad de retar a las campeonas.
Solo un día después, el 7 de marzo de 2021, Maki Itoh apareció de sorpresa en el Daily's Place para el Buy-in de AEW Revolution, donde hizo equipo con Britt Baker, quien enfrentaba a Riho & Thunder Rosa.

## Personalidad en el ring
Maki es reconocida por ser habladora, gritona, insultar gratuitamente a sus rivales y a los fanáticos y levantar el dedo medio. Su personaje tiene muchas capas, pero la más reconocida es la de la chica que quiere tener éxito sin importar el método. No está en la lucha porque sea una fanática de pequeña, sino porque quería ser famosa y se dio cuenta de que las filas de los fanáticos eran más larga en la lucha libre profesional que en la música. Itoh no suele salir victoriosa muy seguido, ya que parte de su personaje está en perder, frustrarse, tomar un micrófono y dar lástima. Solo para volver la otra semana a insultar a las luchadoras con más experiencia y meterse nuevamente en problemas. 
Su personaje no tiene el respeto por la experiencia que se suele ver en el puroresu. Maki insultó a luchadoras legendarias de la clase de Meiko Satomura, Bull Nakano y Aja Kong sin temer las consecuencias. Ella misma admite que solo lo hace para llamar la atención y ganar más fama. Su sueño es ser campeona y robarse cada show porque en sus propias palabras "Los campeones ganan más dinero". Para completar su plan de robarse el show cada noche, Maki pone en práctica su estilo de lucha. Es un estilo muy agresivo donde realiza movimientos peligrosos poniendo en riesgo su cabeza y cuello.

## Vida personal
Maki fue miembro de la banda idol LinQ desde su segunda generación de 2012, hasta su graduación el 22 de agosto de 2017. Itoh cuenta que su jefe en LinQ le dijo antes de irse que jamás sería famosa porque era fea y tenía una enorme cabeza, esto impulsó sus ganas de ser luchadora profesional. En sus propias palabras "Para vender más que mi ex-banda", teniendo una ofensiva basada principalmente en ataques con la cabeza. Actualmente es miembro de la banda "Toki wo ikiru" con la cual lanzó el sencillo "Setsunairo" el cual se convirtió en su canción de entrada al ring hasta mayo de 2019.

## Campeonatos y logros
- DDT Pro-Wrestling
  - Ironman Heavymetalweight Championship (6 veces)

- Tokyo Joshi Pro Wrestling
  - International Princess Championship (2 veces)
  - Princess Tag Team Championship (1 vez, actual) - con Miyu Yamashita
  - Tokyo Princess Cup (2021)
  - "Futari wa Princess" Max Heart Tournament (2023) – con Miyu Yamashita

### Movimientos
Finishers
- Itoh Deluxe - Liontamer
- Itoh Special - Cloverleaf
- Flying Big Head - Diving headbutt

Signature
- Kokeshi - Headbutt en oponente caído.
- Jumping DDT
- Headbutt - Comeback luego de recibir ataques a la cabeza
- Tornado DDT
- Deep-Clutch Boston Crab

### Canción de entrada
1. • Setsunairo セツナイロ (Maki Itoh & Mizuki version) 2017 - 2019
2. Brooklyn the hole (Maki Itoh version) 2019 - Actualidad